# Aarhus Gymnastikforening 2023-2024
Questa voce raccoglie le informazioni riguardanti il Aarhus Gymnastikforening nelle competizioni ufficiali della stagione 2023-2024.

## Rosa
| N. |                      | Ruolo | Calciatore        |
| -- | -------------------- | ----- | ----------------- |
| 1  | Danimarca (bandiera) | P     | Jesper Hansen     |
| 2  | Svezia (bandiera)    | D     | Felix Beijmo      |
| 5  | Danimarca (bandiera) | D     | Frederik Tingager |
| 6  | Danimarca (bandiera) | C     | Nicolai Poulsen   |
| 7  | Danimarca (bandiera) | C     | Mads Emil Madsen  |
| 8  | Islanda (bandiera)   | C     | Mikael Anderson   |
| 9  | Danimarca (bandiera) | A     | Patrick Mortensen |
| 10 | Norvegia (bandiera)  | A     | Sigurd Haugen     |
| 11 | Sudafrica (bandiera) | C     | Gift Links        |
| 13 | Germania (bandiera)  | A     | Janni Serra       |
| 14 | Danimarca (bandiera) | D     | Tobias Mölgaard   |
| 15 | Norvegia (bandiera)  | C     | Magnus Knudsen    |
| 17 | Iraq (bandiera)      | C     | Kevin Yakob       |
| 19 | Svezia (bandiera)    | D     | Eric Kahl         |
| 20 | Danimarca (bandiera) | C     | Mikkel Duelund    |

| N. |                             | Ruolo | Calciatore             |
| -- | --------------------------- | ----- | ---------------------- |
| 21 | Danimarca (bandiera)        | D     | Peter Bjur             |
| 22 | Danimarca (bandiera)        | C     | Benjamin Hvidt         |
| 23 | Danimarca (bandiera)        | C     | Tobias Bach            |
| 24 | Australia (bandiera)        | C     | Zachary Duncan         |
| 26 | Danimarca (bandiera)        | D     | Jacob Andersen         |
| 27 | Germania (bandiera)         | C     | Michael Akoto          |
| 28 | Danimarca (bandiera)        | C     | Adam Daghim            |
| 29 | Danimarca (bandiera)        | C     | Frederik Brandhof      |
| 30 | Danimarca (bandiera)        | C     | Mathias Sauer          |
| 31 | Danimarca (bandiera)        | C     | Tobias Bech            |
| 32 | Danimarca (bandiera)        | P     | Jonathan Hutters       |
| 40 | Danimarca (bandiera)        | D     | Mikkel Kristensen      |
| -  | Danimarca (bandiera)        | D     | Oliver Olsson          |
| -  | Australia (bandiera)        | D     | Diesel Herrington      |
| -  | Irlanda del Nord (bandiera) | P     | Bailey Peacock-Farrell |

## Calciomercato
| Acquisti | Acquisti               | Acquisti          | Acquisti              |
| R.       | Nome                   | da                | Modalità              |
| -------- | ---------------------- | ----------------- | --------------------- |
| C        | Tobias Bech            | Ingolstadt 04     | definitivo (1000 €)   |
| D        | Felix Beijmo           | Malmö FF          | definitivo (269000 €) |
| A        | Janni Serra            | Arminia Bielefeld | gratuito              |
| C        | Michael Akoto          | Dinamo Dresda     | gratuito              |
| C        | Magnus Knudsen         | Rostov            | prestito              |
| P        | Bailey Peacock-Farrell | Burnley           | prestito              |
| A        | Dawid Kurminowski      | Zagłębie Lubin    | fine prestito         |
| D        | Alexander Munksgaard   | Aalesund          | fine prestito         |
| C        | Zachary Duncan         | Perth Glory       | fine prestito         |
| A        | Frederik Ihler         | Skive             | fine prestito         |

| Cessioni | Cessioni              | Cessioni        | Cessioni              |
| R.       | Nome                  | a               | Modalità              |
| -------- | --------------------- | --------------- | --------------------- |
| A        | Dawid Kurminowski     | Zagłębie Lubin  | definitivo (600000 €) |
| D        | Yann Aurel Bisseck    | Inter           | definitivo (7000 €)   |
| A        | Frederik Ihler        | Landskrona BoIS | ?                     |
| A        | Jing Reec             | C.C. Mariners   | prestito              |
| D        | Oliver Lund           |                 | ritiro                |
| P        | Per Kristian Bratveit |                 | svincolato            |
| D        | Felix Beijmo          | Malmö FF        | fine prestito         |
| A        | Jelle Duin            | AZ Alkmaar      | fine prestito         |

## Risultati

### Superligaen

#### Prima fase
| Aarhus 23 luglio 2023, ore 14:00 CEST 1ª giornata | Aarhus    | 1 – 0 | Vejle | Ceres Park |
| \| \| \| \| \| Bech 23’ \| Marcatori \| \|        |           |       |       |            |
|                                                   |           |       |       |            |
| Bech 23’                                          | Marcatori |       |       |            |